# فلافيو اناستازيا
فلافيو اناستازيا (بالإيطالية: Flavio Anastasia)‏ هو دراج إيطالي. شارك في دورة الألعاب الأولمبية الصيفية وفاز بميدالية أولمبية.

## سجل النتائج

### سباقات أو مراحل فاز بها
- بطولة العالم لسباق الدراجات على الطريق

## روابط خارجية
- فلافيو اناستازيا على موقع أرشيف الدراجات (الإنجليزية)
- فلافيو اناستازيا على موقع إحصائيات الدراجات الإحترافية (الإنجليزية)
- فلافيو اناستازيا على موقع CycleBase (الإنجليزية)
- فلافيو اناستازيا على موقع أوليمبيديا (الإنجليزية)
- فلافيو اناستازيا على موقع اللجنة الأولمبية الإيطالية (الإيطالية)